# Вулиця Академіка Корольова (Київ)
Ву́лиця Акаде́міка Корольо́ва — вулиця у Святошинському районі міста Києва, житловий масив Мікільська Борщагівка. Пролягає від проспекту Академіка Корольова і вулиці Івана Дзюби до проспекту Леся Курбаса.

## Історія
Запроєктована у середині 1960-х років як ланцюг 5-ї Нової та 9-ї Нової вулиць, які були об'єднані під сучасною назвою на честь радянського вченого С. П. Корольова у 1967 році. Пролягала до Жмеринської вулиці, у 1981 році була поділена на сучасні вулиці Академіка Корольова та Героїв Космосу.